# Reserva marina del Cap de Sant Antoni
La Reserva marina del Cap de Sant Antoni és una Reserva natural del litoral del País Valencià, concretament entre els municipis de Xàbia i Dénia, a la Marina Alta.

## Protecció
La Reserva també està protegida amb altres figures legals:
- Parc natural, ja que s'inclou al Parc del Massís del Montgó.
- Lloc d'Interés Comunitari, en estar inclosa al LIC dels Penya-segats de la Marina.

## Biodiversitat
El relleu submarí de la zona afavoreix que hi hagi diferents comunitats bentòniques, algunes d'elles sota mesures de protecció del Consell d'Europa, com:
- Comunitats infralitorals d'Algues Esciòfiles.
- Comunitats comunitats de rodòfits calcaris i coral·lígens
- Comunitats d'esquerdes i coves fosques.
- Praderies de Posidonia oceanica

Entre les espècies presents a la reserva n'hi ha que són incloses a la a llista d'espècies protegibles elaborada en el Congrés de Carri lo Roet de 1989:
- Eunicella verrucosa (Gorgònia).
- Scyllarides latus (Escamarlà).
- Epinephelus guaza (Mero).
- Sciaena umbra (Corball).
- Posidonia oceanica (Altina)[5]